# Бестужевка
Бесту́жевка (рос. Бестужевка) — село у складі Бугурусланського району Оренбурзької області, Росія.

## Населення
Населення — 169 осіб (2010; 256 у 2002).
Національний склад (станом на 2002 рік):
- росіяни — 45 %
- мордва — 27 %